# Серболужицький Сокіл
Серболужицький Сокіл (в.-луж. Serbski Sokoł, нім. Sorbischer Falke) — матірне товариство лужицьких спортивних спілок, які ототожнюють себе з загальнослов'янським сокільським рухом. 
Основну увагу товариство приділяє популяризації активного відпочинку. Крім колективних членів, до об'єднання входить і чимало осіб на індивідуальній основі. 
Нинішній серболужицький спортивний союз, перезаснований 1993 року, спирається на традиції «Серболужицького Соколу», що існував за часів Веймарської Республіки.  
Сьогодні об'єднання влаштовує спортивні свята і турніри з різних командних видів спорту та організовує участь у міжнародних сокільських злетах. Видається часопис Sokołske listy.

## Історія
1920 року в Будишині засновано перший лужицький підрозділ Sokoł (в.-луж. jednota). Взірцем послужив чехословацький сокільський рух. Перший зліт Серболужицького Соколу відбувся 1924 року у Паншвіц-Кукау. До 1931 року майже щороку додавалися нові підрозділи в інших поселеннях на лужицьких землях. Першим головою Серболужицького Соколу був публіцист Ян Скала. Об'єднання поставило собі за мету прилучити серболужицьких дітей, молодь і дорослих до занять спортом та прищеплювати і зміцнювати почуття національної свідомості. Уже в 1920-х роках лужицькі спортсмени брали участь і у всеслов'янських сокільських злетах у Чехословаччині та Югославії.
Частина католицького духовенства висловлювала застереження щодо Серболужицького Соколу, головним чином через те, що лужичани обох конфесій, займаючись спортом, тісно контактували між собою та через те, що чехословацьке братнє об'єднання розцінювалося як вороже до церкви. Тому 1930 року «Серболужицький Сокіл» розколовся на два сокільські об'єднання, розділені за віросповіданням.
1933 року організацію розпустили, адже нацистський уряд підготував заборону на його діяльність. Після Другої світової війни відродити серболужицький спортивний союз не вдалося: 1949 року влада НДР не дала згоди на його відновлення.
Після його відродження 1993 року 100 лужицьких спортсменів взяли участь у 1994 році у 12-му всесокільському злеті у Празі. 1996 року «Серболужицький Сокіл» увійшов до материнської організації лужицьких об'єднань «Домовіна». Його місцерозташування — Серболужицький дім на Поштовій площі у Будишині.  